# Prodiacodon
Prodiacodon es un género extinto de pequeños mamíferos euterios perteneciente a la familia Leptictidae y al orden Leptictida.
Varios miembros de la familia durante el Cretácico fueron antecesores de los primates, insectívoros y virtualmente de todos los órdenes conocidos de euterios del Cretácico y de la primera parte del Terciario.
Otras fuentes incluyen toda la familia Leptictidae dentro de los reptiles, y no de los mamíferos (Phylum: Chordata; Class: Reptilia; Order: Therapsida; Family: Leptictidae; Genus: Prodiacodon)

## Relaciones con otros géneros
De los cinco géneros de Leptictidae conocidos en el Paleoceno, Prodiacodon parece ser el ancestro general de todos los demás. Fueron descritos en primer lugar por William Diller Matthew hacia 1918, y posteriormente en 1928.
Las especies mejor estudiadas sobre la base de los fósiles de los que se dispone son Prodiacodon puercensis y Prodiacodon Tauricinerei. Otras especies son: Prodiacodon concordiarcensis, Prodiacodon crustulum, Prodiacodon furor y Prodiacodon tauricineri.

## Características
Eran mamíferos herbívoros parecidos a los actuales puercoespines o los erizos. Apareció en el Daniense y se extinguió en el Ypresiense. Su peso variaba entre los treinta y doscientos gramos, y su tamaño era similar al de un ratón o una rata. Sus dientes tenían cúspides grandes y afilados, muy típicos de los animales insectívoros.
La estructura de sus patas se asemejaba a la de los animales de la familia Pseudorhyncocyonidae, con las patas delanteras más cortas que las traseras, pero, a diferencia de Leptictidium, la tibia y el peroné de Prodiacodon estaban fusionados a la mitad de su longitud. La anatomía de las patas delanteras muestra que podrían haber sido animales excavadores.

## Restos fósiles
La mayoría de los restos fósiles conocidos son piezas dentarias, aunque también se dispone de algunos huesos de los pies (de Prodiacodon puercensis): varios huesos pertenecientes al tarso (astrágalo, calcáneo, navicular), y un fémur. Muchos de ellos proceden de Puerco-Torrejón, en la cuenca de San Juán, Nuevo México. Forman parte de la colección Cope del Museo Americano de Historia Natural.
La mayor parte de los fósiles encontrados cubren una extensa área en el centro-oeste de Estados Unidos, como Puercan de Montana, Bloomfield (Nuevo México) o Cottonwood Draw, en el condado de Fremont, Wyoming.